# Plectranthus fruticosus
Plectranthus fruticosus é uma espécie de planta com flor pertencente à família Lamiaceae. 
A autoridade científica da espécie é L'Hér., tendo sido publicada em Stirpes Novae aut Minus Cognitae 84. 1788.

## Portugal
Trata-se de uma espécie presente no território português, nomeadamente no Arquipélago da Madeira.
Em termos de naturalidade é introduzida na região atrás indicada.

## Protecção
Não se encontra protegida por legislação portuguesa ou da Comunidade Europeia.